# Гёроглынский этрап
Гёроглынский этрап (туркм. Görogly etraby) — этрап в Дашогузском велаяте Туркменистана. Административный центр — город Гёроглы.

## История
Образован в январе 1925 года на базе Тахтинского районного шуро как Тахтинский район Ташаузского округа Туркменской ССР. В июле 1930 года Ташаузский округ был упразднён, и Тахтинский район перешёл в прямое подчинение Туркменской ССР.
В феврале 1932 года район был передан в восстановленный Ташаузский округ. В ноябре 1939 года Ташаузский округ был упразднён, и Тахтинский район отошёл к новообразованной Ташаузской области.
В январе 1963 года Ташаузская область была упразднена, и Тахтинский район перешёл в прямое подчинение Туркменской ССР. В декабре 1970 года район был передан в восстановленную Ташаузскую область.
В 1992 году Тахтинский район был переименован в Тагтинский этрап и вошёл в состав Дашогузского велаята, а затем получил название Гёроглынский этрап.